# 스모키 밴디트
《스모키 밴디트》(영어: Smokey and the Bandit)는 미국에서 제작된 1977년 로드 액션 코미디 영화이다. 핼 니덤의 감독 데뷔작이다. 버트 레이놀즈, 샐리 필드 등이 출연하였고, 모트 엥글버그 등이 제작에 참여하였다.
흥행에 성공하여 미국에서 1977년도 전체 흥행 2위를 차지하였다.
프랜차이즈화되었으며, 영화 후속작 두 편이 1980년(Smokey and the Bandit II)과 1983년(Smokey and the Bandit Part 3)에 개봉하면서 영화 삼부작이 형성되었다. 1994년 텔레비전 시리즈 《밴딧》(Bandit)이 방송 신디케이션을 통해 방영되었다.

## 줄거리
쿠어스 맥주를 미시시피강 동쪽에서 허가 없이 파는 게 법으로 금지돼 있던 1977년. 트럭 운전자 “밴딧”과 “스노맨”은 쿠어스 맥주 밀수를 위해 이를 트럭에 싣고 텍사스주 텍사캐나에서 조지아주 애틀랜타로 불법 운반하는 일을 맡는다. 스노맨이 트럭을 운전하는 사이 밴딧은 경찰의 주의를 트럭으로부터 돌리는 역할을 하며 1977년산 폰티액 파이어버드 트랜스 앰을 몬다. 그러나 도중 갑자기 도망 중인 신부 캐리가 나타나자 밴딧은 엉겁결에 캐리를 그의 차에 태우게 되고, 이 바람에 예비 신랑의 아버지인 텍사스주 보안관으로부터 집요한 추적을 당한다.

## 출연진
- 버트 레이놀즈
- 샐리 필드
- 제리 리드
- 재키 글리슨
- 마이크 헨리
- 팻 매코믹
- 폴 윌리엄스
- 메이컨 매캘먼
- 수전 매카이버
- 조지 레이놀즈
- 마이클 맨
- 앨피 와이즈
- 마이클 맥매너스
- 행크 워든
- 서니 슈로이어

## 기타 제작진
- 배역: 제니퍼 셜

## 같이 보기
- 후퍼 (1978년 영화)
- 캐논볼 (1981년 영화)